# Condado de Fayette (Pensilvânia)
O Condado de Fayette é um dos 67 condados do Estado americano da Pensilvânia. A sede do condado é Uniontown (Pensilvânia), e sua maior cidade é Uniontown. O condado possui uma área de 2 067 km²(dos quais 20 km² estão cobertos por água), uma população de 148 644 habitantes, e uma densidade populacional de 73 hab/km² (segundo o censo nacional de 2000). O condado foi fundado em 26 de setembro de 1783.